# Ислам на Кубе
Ислам на Кубе является не очень распространённой религией, заметно уступающей христианству. 
По данным статистики на апрель 2006 года на Кубе проживает около 3,000 мусульман , что составляет всего лишь 0,03 % всего населения. По другим источникам, число мусульман может колебаться от 300 до 7000, хотя реальные цифры не известны из-за позиции социалистического правительства Кубы по отношению к религии. В 2001 году шейх Мухаммад бин Нассир Аль-Абуди, помощник генерального секретаря Всемирной исламской лиги посетил Кубу для того, чтобы получить разрешение у кубинских властей учредить исламскую организацию, которая поддерживала бы умму Кубы.